# Automatisches Kleinteilelager

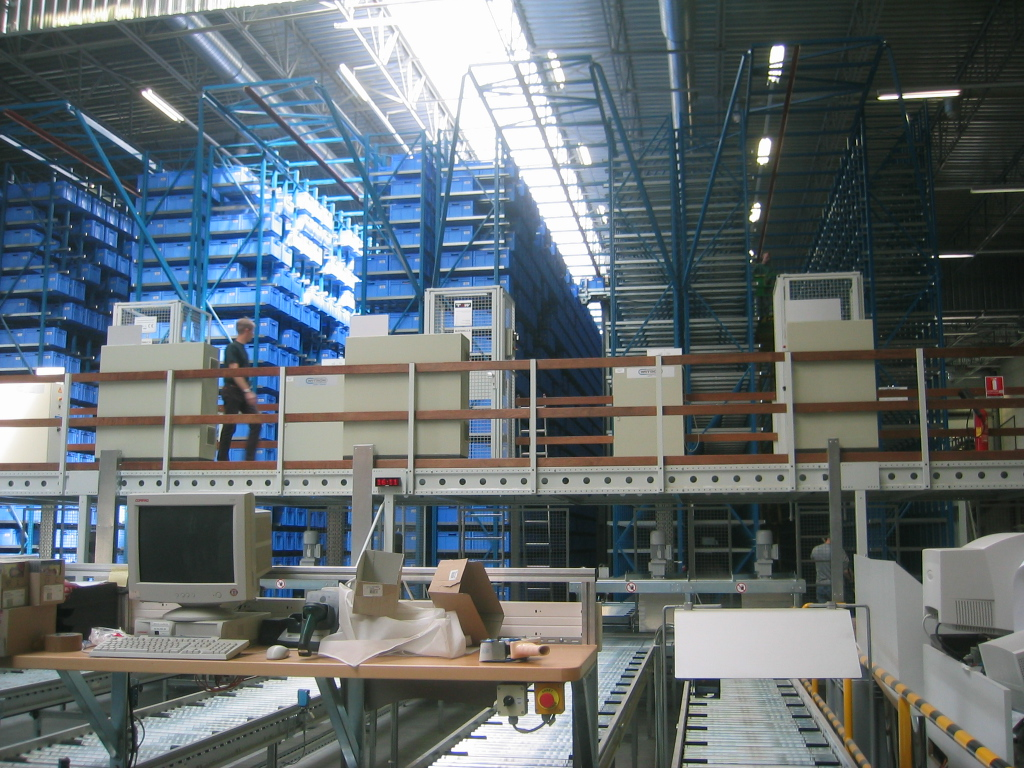
Blick in ein Automatisches Kleinteilelager

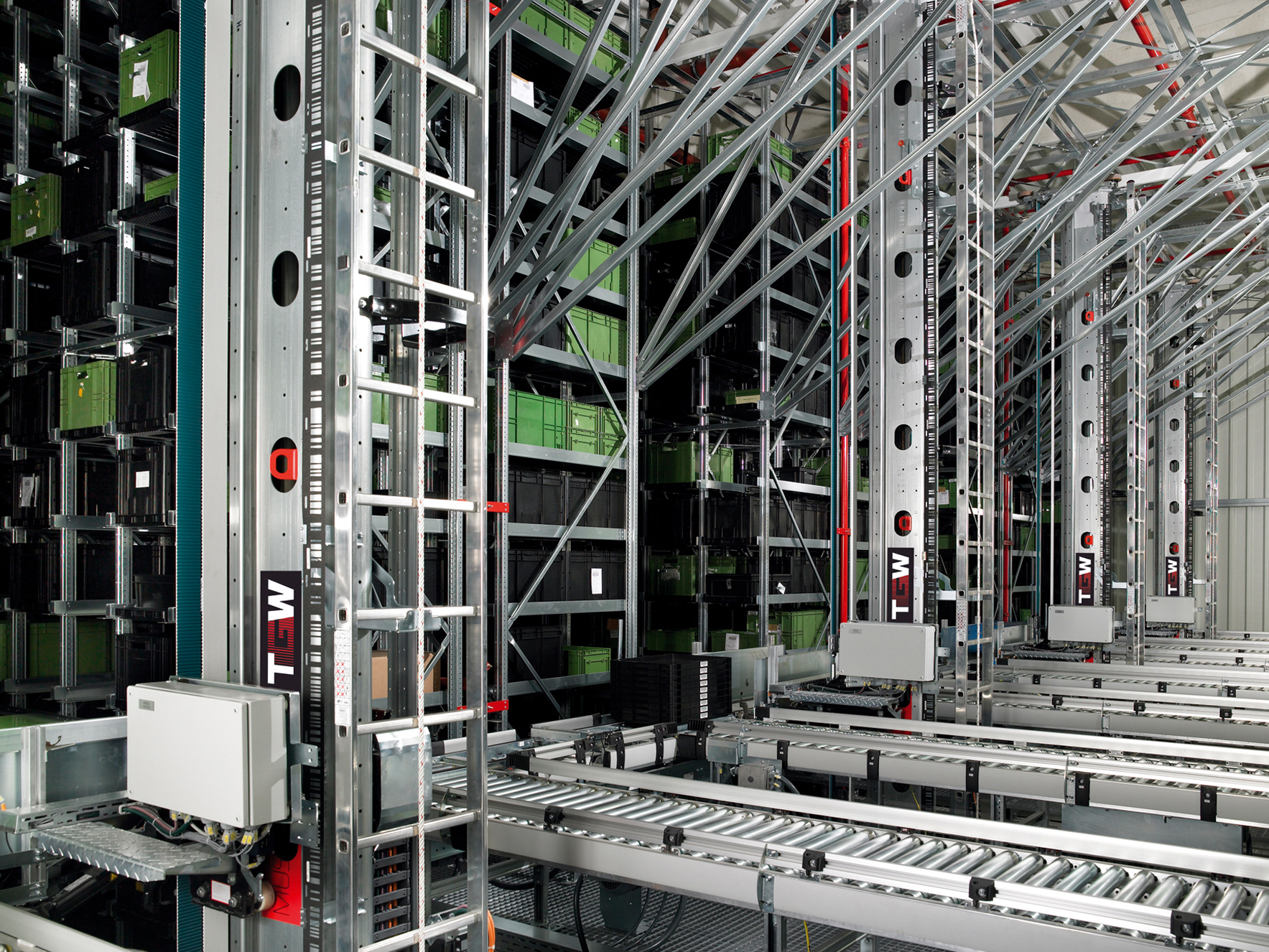
4gassiges, automatisches Kleinteilelager mit Einmast-Regalbediengeräten.

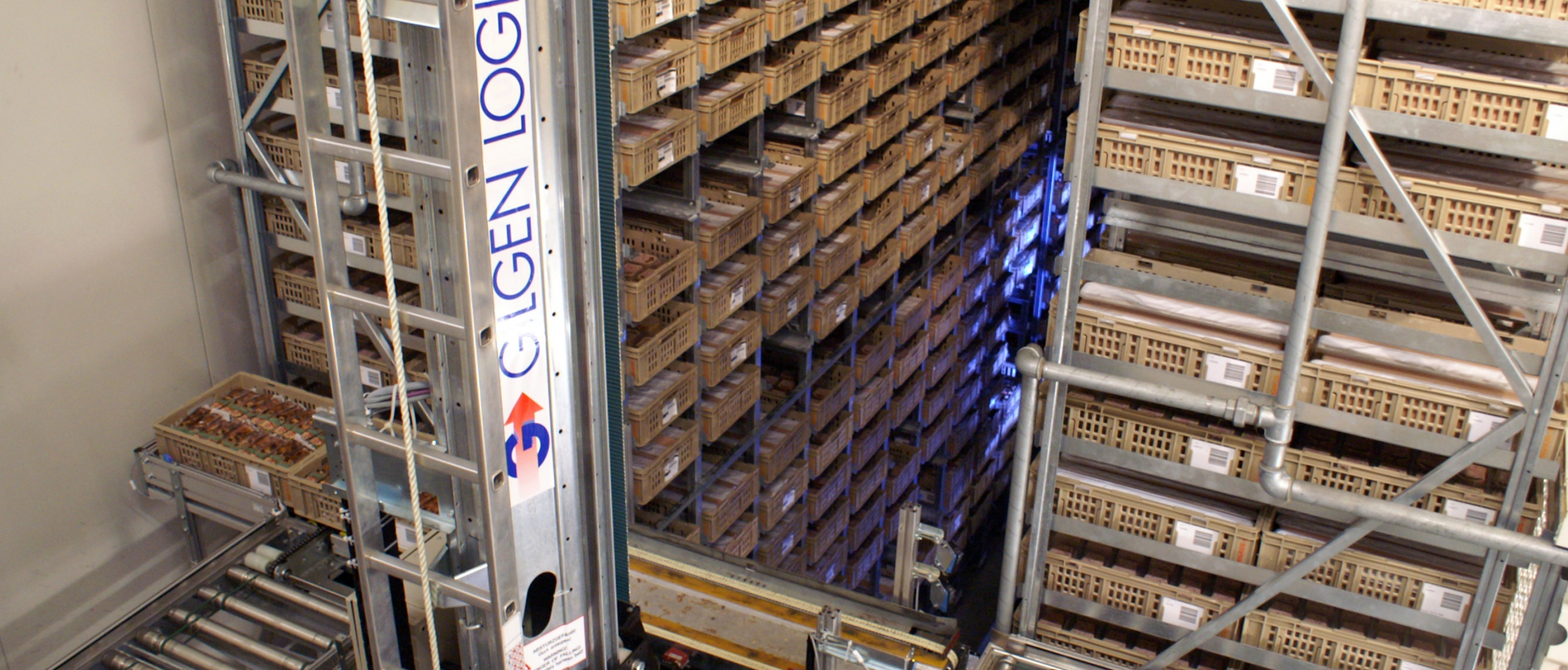
Für die Lagerung diverser Behälter- und Gebindegrössen werden automatischen Kleinteilegeräte für die unterschiedlichen Leistungsanforderungen installiert.

Ein automatisches Kleinteilelager (AKL) ist ein automatisiertes Lager, welches zur Lagerung von Kleinteilen mithilfe von Kleinteilbehältern geeignet ist. Im Gegensatz zum Hochregallager ist ein AKL immer automatisiert.
Ein AKL besteht in der Regel aus
- einem Regalsystem mit einer oder mehreren Gassen
- einem oder mehreren Regalbediengerät(en) (RBG) je Gasse oder Ebene[1]
- Kleinteilbehältern, Tablare oder anderen Ladehilfsmitteln in bzw. auf denen die Kleinteile gelagert sind
- einem oder mehreren Kommissionierplätzen
- Fördertechnik, um die Behälter vom RBG zum Kommissionierplatz und zurück zu fördern
- einem Bestückplatz, an dem Lagerbehälter gefüllt werden
- Steuerungssoftware, um zu vorgegebenen Aufträgen die entsprechenden Auslageraufträge zu generieren.

Eine Liste mit den benötigten Kleinteilen wird an das Lagerverwaltungssystem übertragen (z. B. von einem Warenwirtschaftssystem oder einem ERP-System). Das Lagerverwaltungssystem übermittelt der Steuerungssoftware, welche Lagerbehälter an den Kommissionierplatz zu transportieren sind. Die Steuerungssoftware sorgt dafür, dass die entsprechenden Lagerbehälter vorgefahren werden. Ein Kommissionierer entnimmt nach Vorgabe die Teile aus dem Behälter und legt sie in den oder die Zielbehälter. Anschließend wird der Behälter wieder zurück in das Regal befördert (Ware-zur-Person-Kommissionierung).
Je nach spezifischer Anforderung gibt es mannigfaltige Ausprägungen: Bei geringem Umschlag können zwei oder noch mehr Behälter in einem Fach stehen. Bei zwei Behältern spricht man von doppelt tiefer Lagerung. Die Regalbediengeräte sind dann mit teleskopierbaren Lastaufnahmemitteln ausgestattet. Bei geringem Umschlag oder bei im Vergleich zum Behälter sehr kleinen Teilen können, z. B. durch Gefache getrennt, mehrere verschiedene Artikel in einem Behälter liegen. Diese Art der gemischten Belegung einer Ladeeinheit muss jedoch vom Lagerverwaltungssystem unterstützt werden können. Bei sehr hohen Umschlagsleistungen stattet man das RBG mit mehreren Lastaufnahmemitteln aus.